# Bánov (district d'Uherské Hradiště)
Pour les articles homonymes, voir Bánov.
Bánov (en allemand : Banow) est une commune du district d'Uherské Hradiště, dans la région de Zlín, en Tchéquie. Sa population s'élevait à 2 106 habitants en 2020.

## Géographie
Bánov se trouve à 19 km à l'est-sud-est d'Uherské Hradiště, à 27 km au sud-sud-est de Zlín, à 85 km à l'est-sud-est de Brno et à 267 km au sud-est de Prague.
La commune est limitée par Šumice au nord, par Nezdenice et Bystřice pod Lopeníkem à l'est, par Lopeník et Březová au sud, et par Suchá Loz, Nivnice et Uherský Brod à l'ouest.

## Histoire
La première mention écrite du village date de 1091

## Transports
Par la route, Bánov se trouve à 7 km de Uherský Brod, à 25 km d'Uherské Hradiště, à 34 km de Zlín, à 95 km de Brno et à 301 km de Prague.